# Гран-при ISD
Гран-при ISD — шоссейная однодневная велогонка, проводящаяся с 2015 года в Винницкой области (Украина). Входит в Европейского тура UCI, имея категорию 2.1.

## История
Совместно с Гран-при Винницы, проводившейся днём ранее, и предшествовавшим им этапом чемпионата Украины в гонке-критериум в определённой степени может считать правопреемницей исчезнувшего Гран-при Донецка. 

## Призёры
| Год  | Победитель          | Второй             | Третий          |
| ---- | ------------------- | ------------------ | --------------- |
| 2015 | Андрей Хрипта       | Александр Поливода | Максим Васильев |
| 2016 | Нурболат Кулимбетов | Самир Джабраилов   | Матвей Никитин  |